# Biloli
Biloli is een nagar panchayat (plaats) in het district Nanded van de Indiase staat Maharashtra. 

## Demografie
Volgens de Indiase volkstelling van 2001 wonen er 13.430 mensen in Biloli, waarvan 52% mannelijk en 48% vrouwelijk is. De plaats heeft een alfabetiseringsgraad van 57%. 